# Димитр Христов
Димитр Христов (болг. Димитър Христов, народився 17 травня 1957 в місті Благоєвград, Болгарія) — болгарський поет, драматург, перекладач, бард. Член Спілки болгарських письменників.

## Біографія
Закінчив філологічний факультет Софійського університету ім. Св. Климента Охридського.
Працював референтом з поезії в Спілці болгарських письменників, головним редактором газети «Болгарський письменник», був головою Творчого фонду, завідувачем відділу літератури в газеті «Пульс», автором і ведучим телевізійної програми «Час для поезії», директором підприємства «Софкнига», головним експертом Міністерства культури Болгарії. З 2009 до 2015 рр. — директор Болгарського культурно-інформаційного центру в Скоп'є (Республіка Македонія).

## Творчість
Автор поетичних збірок: «Робочий день», «Ранена свобода», «Листи до Єви», «Болгарські видіння», «Балада про любов», «Романтика і попіл», «Серцевий ритм», «Молитва за Болгарію», «Хліб і вино», аудіо-альбому з авторськими піснями, а також книги п'єс.
Поезії і драматичні твори перекладені російською, українською, англійською, албанською, сербською, македонською, італійською, китайською, грецькою та іншими мовами. В Росії, Сербії, Північній Македонії, Албанії, Україні та Польщі виходили окремі збірки поезій.
Монодрама «Мерилін Монро» ставилася в театрах Болгарії, Північної Македонії та України.
Добірки віршів у перекладі українською мовою публікувалися в часописах «Молодь», «Всесвіт», «Літературна Україна», «Дніпро» та інших. 2012 року в луцькому видавництві «Твердиня» вийшла збірка поезій Димитра Христова «Крізь кордони» в перекладі з болгарської мови дружини Анни Багряної.
Перекладає зі слов'янських мов. Перекладач і упорядник антології «Нова українська поезія» (Софія-Варна, 2012), а також окремих збірок сучасних українських поетів та добірок класиків української поезії: Григорія Сковороди, Тараса Шевченка, Лесі Українки.
2016 переклав болгарською вірш Михайла Петренка «Дивлюсь я на небо».

## Відзнаки
Премії
- Національної літературної премії імені В. Башева (Болгарія),
- Премія імені П. Славейкова (Болгарія),
- Премія Спілки болгарських письменників (за поезію),
- Міжнародна премія «Літературний Дедал» (Північна Македонія);
- Міжнародна літературна премія імені Григорія Сковороди «Сад божественних пісень» (2012);
- Премія імені Миколи Гоголя — «Тріумф» (Україна, 2014),
- Премія «Світ пограниччя» (Україна, 2015) — за подвижницьку пропаганду української літератури засобами перекладу на Балканах.
- Нагороджений медаллю «Івана Мазепи» (2016)[2].